# Io vi troverò
(Bryan Mills)
Io vi troverò (Taken), noto anche come Taken - Io vi troverò, è un film del 2008, diretto da Pierre Morel.
La pellicola di produzione francese, con protagonista Liam Neeson, vede il regista Luc Besson in veste di sceneggiatore e produttore.
I sequel, dal titolo Taken - La vendetta e Taken 3 - L'ora della verità, sono usciti nel 2012 e nel 2015. A febbraio 2017 è andata in onda sulla NBC la serie televisiva prequel Taken.

## Trama
Los Angeles. Bryan Mills è un ex agente operativo delle Special Forces ed ex agente segreto CIA, grande esperto nel combattimento corpo a corpo e nell'uso delle armi, dotato di una impressionante capacità di uccidere e torturare persone a sangue freddo senza il minimo rimorso. Ormai in pensione, svolge piccoli lavori saltuari come addetto alla sicurezza negli eventi pubblici o come bodyguard VIP. La vita privata di Bryan non è affatto rosea, in quanto è divorziato da tempo e vede raramente la figlia diciassettenne Kim, che vive assieme alla madre Lenore, la quale ha un nuovo compagno che non facilita i rapporti tra padre e figlia. Un giorno Kim dice al padre di voler andare in vacanza a Parigi assieme all'amica Amanda, di due anni maggiore di lei, rassicurandolo del fatto che una volta arrivate saranno ospiti a casa delle cugine di Amanda. Bryan non è convinto, dimostrandosi dubbioso e apprensivo, ma alla fine si lascia convincere da Lenore e cede, non senza però fare mille raccomandazioni alla figlia prima della partenza. Giunto all'aeroporto però, scopre che Kim e Amanda non andranno solo a Parigi, ma seguiranno l'intero tour europeo degli U2. Ancora una volta, Brian è costretto ad accettare suo malgrado la partenza della figlia. 
Una volta arrivate a Parigi, Kim scopre che le cugine di Amanda sono in Spagna: l'amica le ha mentito per fare una vacanza all'estero libera da ogni controllo. Appena scese dall'aereo, le due ragazze vengono avvicinate da Peter, un giovane di bell'aspetto che fa credere loro di essere uno studente, e che le convince a condividere un viaggio in taxi insieme a lui, al fine di dividerne il costo. In realtà si tratta solo di un pretesto per scoprire l'indirizzo delle due amiche: l'uomo infatti è al soldo di una organizzazione criminale dedita alla prostituzione e il suo compito è proprio quello di adescare giovani turiste. Non appena le due ragazze entrano all'interno del palazzo, Peter indica la loro posizione all'organizzazione per la quale lavora. Poco dopo i criminali fanno irruzione all'interno dell'appartamento: dopo una breve colluttazione Amanda viene prelevata con la forza, mentre Kim, la quale si trova in un'altra stanza, assiste sotto shock al rapimento dell'amica. Brian, che in quel momento è al telefono con Kim, non può fare altro che ascoltare impotente il rapimento della figlia, riuscendo però a registrare la telefonata e a dire poche parole a uno dei rapitori. Quest'ultimo, dopo essere stato minacciato dallo stesso Bryan, gli augura “buona fortuna” prima di distruggere il cellulare di Kim. 
Rispolverando gli strumenti e le vecchie conoscenze che aveva nella CIA, Bryan fa analizzare la registrazione, scoprendo che i criminali appartengono alla mafia albanese e sono specializzati nel traffico di donne. Apprende inoltre che negli ultimi tempi hanno incentrato il loro business nel traffico di giovani turiste per risparmiare sui costi d'importazione di giovani donne provenienti dall'est. Inoltre, per renderle totalmente inoffensive, alle ragazze rapite vengono somministrate sostanze stupefacenti prima di essere vendute come prostitute. Bryan si mobilita subito, poiché gli viene detto che nel modus operandi di questa organizzazione, le ragazze vengono vendute nel giro di 96 ore dal rapimento. 
Bryan vola quindi in Francia e si reca nell'appartamento dove Kim e Amanda sono state prelevate, e dove trova ciò che resta del cellulare della figlia. Ne recupera la memoria e tra le fotografie riesce a risalire al volto di Peter. Si precipita quindi all'aeroporto proprio mentre quest'ultimo è in procinto di adescare una nuova ragazza. Dopo averlo fatto salire all'interno di un taxi inizia a percuoterlo violentemente nel tentativo di farsi dire dove si trovino Kim e Amanda, ma viene colpito alle spalle da un complice dello stesso Peter, che ne approfitta per darsi alla fuga. Bryan riesce a neutralizzare il criminale velocemente e si getta all'inseguimento di Peter a bordo del taxi, ma nel tentativo di sfuggirgli quest'ultimo viene investito da un camion. Persa quella pista, Bryan si rivolge a una sua vecchia conoscenza, Jean Claude, un ex agente francese che gli fornisce una nuova pista, non prima però di averlo avvisato di non causare "guai". 
Dopo aver noleggiato un'auto e aver assunto un ex insegnante di lingua albanese, Bryan si reca nel posto indicatogli da Jean Claude, dove inizia a infastidire una prostituta con l'unico scopo di scatenare una reazione da parte del suo protettore, reazione che non tarda ad arrivare. L'uomo infatti afferra Bryan minacciosamente, pretendendo da quest'ultimo del denaro come forma di risarcimento per la perdita di "due clienti". Approfittando di questo contatto fisico, Bryan installa nel giubbotto del criminale una microspia. Una volta tornato all'interno della propria auto, dove ad attenderlo c'è il professore di albanese, Bryan si mette all'ascolto della conversazione che il protettore sta avendo con un suo connazionale, dialogo che il professore ha il compito di tradurre. Scopre così l'esistenza di un bordello vicino a un cantiere: qui trova e riconosce il giubbotto della figlia, ma la giovane che lo possiede si rivela non essere Kim. Nella speranza che la ragazza possa fornirgli notizie sulla propria figlia, Bryan la salva dai suoi aguzzini, ma la giovane non è in grado di parlare poiché ormai tossicodipendente, così Bryan si prende cura di lei occupandosi della sua disintossicazione. Jean Claude, che nel frattempo aveva dato mandato di spiare Bryan, e constatatone il fallimento, intima a quest'ultimo di fare ritorno negli Stati Uniti, ma lui si rifiuta e sfugge all'arresto. 
Dopo essersi ripresa, la giovane racconta a Bryan di come sia stata a sua volta adescata da Peter, e che era stata la stessa Kim a darle il suo giubbotto per ripararla dal freddo quando entrambe erano ancora prigioniere nel covo dei rapitori albanesi. Individuato il covo dei rapitori della figlia, Bryan li elimina uno ad uno risparmiando la vita del solo Marko, il criminale con il quale aveva parlato al telefono solo due giorni prima, al quale rivela la propria identità dopo avergli fatto tradurre la frase “mirë fat” scritta su di un pezzo di carta, che tradotto dall'albanese significa "buona fortuna", ovvero l'unica frase che il rapitore aveva pronunciato al telefono. Dopo aver perlustrato la casa, dove trova ragazze ammanettate ai loro letti e drogate, in una delle camere Bryan trova il corpo senza vita di Amanda, soffocata nel suo stesso vomito per overdose. Tornato nel covo, Bryan mette sotto torchio Marko torturandolo brutalmente con delle scariche elettriche tramite delle pinze conficcate nelle gambe del criminale. Scopre così che a Kim, poiché vergine, è toccata una sorte diversa: è stata venduta a un certo Patrice Saint-Clair, un facoltoso uomo d’affari francese che gestisce traffici di donne a Parigi. Dopo aver ottenuto le informazioni necessarie, Bryan lascia morire Marko folgorato.
Dopo aver compreso che l'organizzazione agisce grazie all'omertà delle forze dell'ordine e di alti funzionari corrotti, Bryan intuisce il coinvolgimento del suo ormai ex amico Jean Claude. Ed è proprio minacciando quest'ultimo che ottiene informazioni su Saint-Clair: l'uomo organizza nei sotterranei del suo palazzo vere e proprie aste di giovani donne ancora vergini alle quali partecipano facoltosi clienti anonimi, utilizzando feste sfarzose come copertura. Bryan riesce a infiltrarsi a una di esse e trova finalmente la figlia, ma viene tramortito e catturato, mentre Kim viene venduta a uno sceicco del Qatar.
Dopo essere riuscito a liberarsi, Bryan uccide Saint Clair e parte all'inseguimento di Kim, che nel frattempo è stata condotta su un battello che attraversa la Senna. Bryan fa irruzione all'interno dell'imbarcazione, elimina gli uomini dello sceicco e anche quest'ultimo, riuscendo a riabbracciare la figlia e a tornare a casa con lei sana e salva.

## Distribuzione
Io vi troverò ha avuto un grande successo di pubblico: costato 25 milioni di dollari, ne ha incassati 226.830.568. In Italia è stato distribuito dalla 20th Century Fox a partire dal 14 agosto 2008 e ha incassato complessivamente € 1.376.000. È il più grande incasso per un film francese in America. Nella seconda edizione italiana in DVD e BluRay il film è stato riproposto con il titolo originale Taken seguito dal sottotitolo italiano "Io vi troverò".

### Versione italiana
La direzione del doppiaggio e i dialoghi italiani sono stati curati da Roberto Chevalier per conto della SEFIT-CDC.

## Riconoscimenti
- 2010 - Saturn Award
  - Nomination Miglior film internazionale
- 2009 - Teen Choice Awards
  - Nomination Miglior film d'azione/di avventura
- 2009 - BMI Film & TV Award
  - Miglior colonna sonora a Nathaniel Méchaly